# 赤松 (美波町)
赤松（あかまつ）は、徳島県海部郡美波町の大字。郵便番号は779-2301。

## 地理
美波町の北部に位置し、那賀町(旧相生町)と隣接している。

### 山
- 大影山
- 鉢ノ山

### 河川
- 赤松川

### 小字
- 阿地屋
- 影野
- 栗作
- 新発口
- 新発谷
- 総屋敷
- 高瀬
- 寺野
- 遠野
- 流矢
- 野田
- 原尻
- 日浦
- 耳瀬

## 歴史
江戸時代以前は海部郡赤松村であったが、1889年（明治22年）に同郡赤河内村の大字となる。

## 世帯数と人口
2020年（令和2年）10月1日現在の世帯数と人口は以下の通りである。
| 町丁 | 世帯数  | 人口  |
| ---- | ------- | ----- |
| 赤松 | 165世帯 | 396人 |

### 人口の変遷
世帯数 / 人口
| 1815年(文化12年)   |  | 173戸・687口   | 阿波志 巻12 |
| 1981年（平成56年） |  | 995人          | 日和佐町史  |
| 2010年（平成22年） |  | 185世帯・498人 | 国勢調査    |
| 2015年（平成27年） |  | 176世帯・440人 | 国勢調査    |
| 2020年（令和2年）  |  | 165世帯・396人 | 国勢調査    |

## 施設

### 公共施設
- 赤松郵便局
- JAかいふ赤松事務所

### 社寺・史跡
- 赤松神社
- 円通寺
- 龍宝寺
- 赤松城(影野城)

### かつて存在した施設
- 美波町立赤松小学校
- 日和佐町立赤松中学校

## 交通

### 鉄道
町内に鉄道駅はない。

### 道路

#### 県道
- 徳島県道19号阿南鷲敷日和佐線
- 徳島県道289号赤松由岐線
- 徳島県道290号日浦野田線